# Werner-Holzer-Preis
Der Werner Holzer Preis wurde 2022 im Andenken an Werner Holzer (1926–2016) als Journalistenpreis für herausragende Auslandsberichterstattung gegründet.

## Der Preis
Die Familie von Werner Holzer gründete in Zusammenarbeit mit der Frankfurter Rundschau und der Karl-Gerold-Stiftung (Karl Gerold (1906–1973)) den Journalistenpreis.
Der Preis ist mit 20.000 Euro dotiert, der erste Preisträger erhält 10.000 Euro, der zweite und dritte Preisträger erhalten gleichwertig jeweils 5000 Euro.

## Preisträger
- 2022 Katrin Eigendorf (ZDF), Christoph Reuter (Der Spiegel) sowie Andrea Böhm (Die Zeit)[1]
- 2023 Ulf-Jensen Röller (ZDF), Tania Krämer (Deutsche Welle) sowie Michael Thumann (Die Zeit)
- 2024 Paul Ronzheimer (Bild), Friederike Böge (Frankfurter Allgemeine Zeitung)[2] sowie Bojan Pancevski (The Wall Street Journal)[3]